# Čeněk Vořech
Čeněk Vořech (19. července 1887 Žabovřesky – 9. listopadu 1976 Praha) byl český architekt, grafik a kreslíř. Jeho tvorba a aktivity zasáhly širokou škálu uměleckých i společenských oblastí, od architektury přes výtvarné umění, užitkový design až po publicistiku.

## Život

### Mládí a vzdělání
Narodil se jako Vincenc Vořech v Žabovřeskách u Brna do rodiny sazeče Josefa Vořecha a jeho manželky Anny, rozené Peroutkové. Byl bratrem Josefa Vořecha, legionáře a důstojníka československé armády, a nevlastním bratrem Bohumila Vořecha, ilustrátora děl Jakuba Demla.
Studoval na České státní průmyslové škole v Brně (1904–1908) na stavitelském oddělení, kde jej podporovali Dušan Jurkovič a Bohuslav Holman. V letech 1908–1910 pokračoval na Uměleckoprůmyslové škole v Praze jako žák architekta Jana Kotěry.
V roce 1916 se v Brně oženil s malířkou Marií Vejvodovou (1889–1974), s níž měl dva syny – Radovana (1920–1949) a Ctibora (1921–2016).

### Kariéra
Významnou část svého profesního života spojil s Uměleckou besedou. V roce 1909 vstoupil do Výtvarného odboru Umělecké besedy a během let zde zastával různé funkce – od člena výboru až po jednatele (1919–1920) a místopředsedu (1925, 1928). Aktivně se podílel na organizaci výstav a dalších kulturních aktivit spolku.
V roce 1913 se zásadně zapojil do Jubilejní výstavy k padesátému výročí založení Umělecké besedy, kde nejen vystavoval své návrhy, ale také vytvořil plakát výstavy a instalaci společně s Jaroslavem Jarešem. Tato výstava byla významná tím, že prezentovala jeho vizi moderní galerie jako jednotného environmentu. Kromě toho se účastnil četných přednášek o českém umění a architektuře pořádaných Besedou.
V roce 1913 publikoval (v časopise Průlom) své kresby lidové architektury ze studijních cest do jižních Čech, Valašska a Moravského Slovácka, které posléze zakoupilo Moravské zemské muzeum v Brně (300 kreseb).
Vořechova činnost v Umělecké besedě zahrnovala také publicistiku – přispíval do spolkového časopisu Život, kde publikoval články o architektuře i kulturním dění. V meziválečném období vytvořil společně s Františkem Jandou projekt Domu Umělecké besedy na Malé Straně (dokončen 1925, dnes Besední ulice), který se stal centrem spolkového života.
V roce 1919 se konala ustavující valná hromada spolku Koliba v Brně, kde byl zvolen místopředsedou, od března 1920 do podzimu 1920 byl členem výboru. V témže roce spolek, který spoluzakládal, opustil. Aktivně se podílel na druhé výstavě spolku Koliba v Brně v roce 1920.
V období 1929–1940 provozoval projektovou kancelář v paláci Lucerna, v letech 1931–1938 byl členem památkového sboru Magistrátu hlavního města Prahy.  V letech 1932–1940 byl hlavním konzultantem a projektantem Salesiánského řádu, spřátelil se s kardinálem Štěpánem Trochtou (korespondence do roku 1972). Pro Salesiány realizoval velké projekty v Ostravě, v Praze-Kobylisích, Pardubicích, Brně, Ořechově.

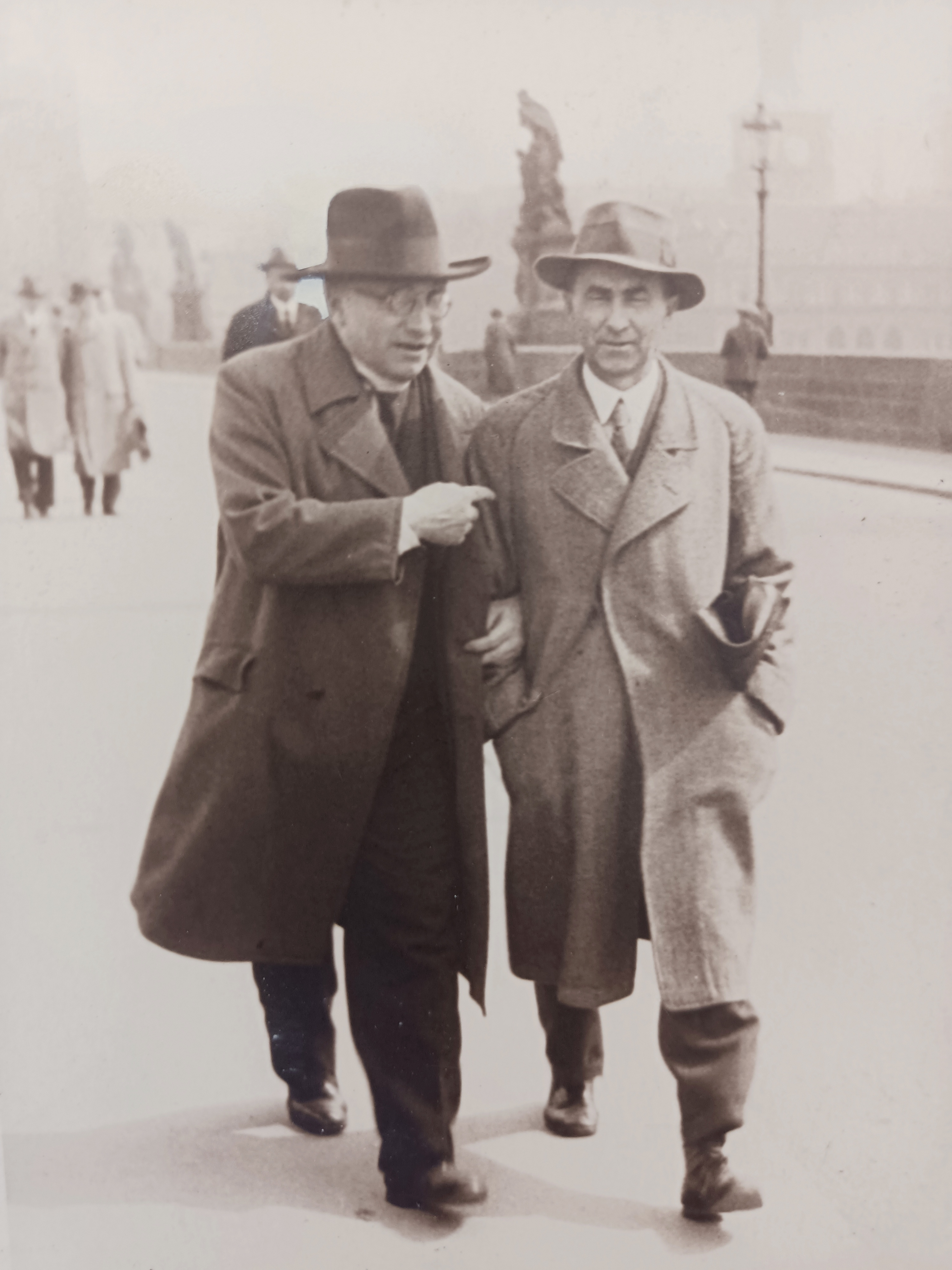
S Jakubem Demlem 1934

### Spolupráce a přátelství s Jakubem Demlem
Manželé Vořechovi udržovali dlouholeté přátelství s básníkem Jakubem Demlem. První dochovaný dopis mezi oběma pochází z roku 1913; jejich korespondence pokračovala téměř nepřetržitě až do Demlovy smrti v roce 1961. Dochovalo se více než 220 dopisů od Demla adresovaných Vořechovi i jeho ženě Marii; tyto dopisy jsou cenným svědectvím o jejich spolupráci i vzájemné podpoře.

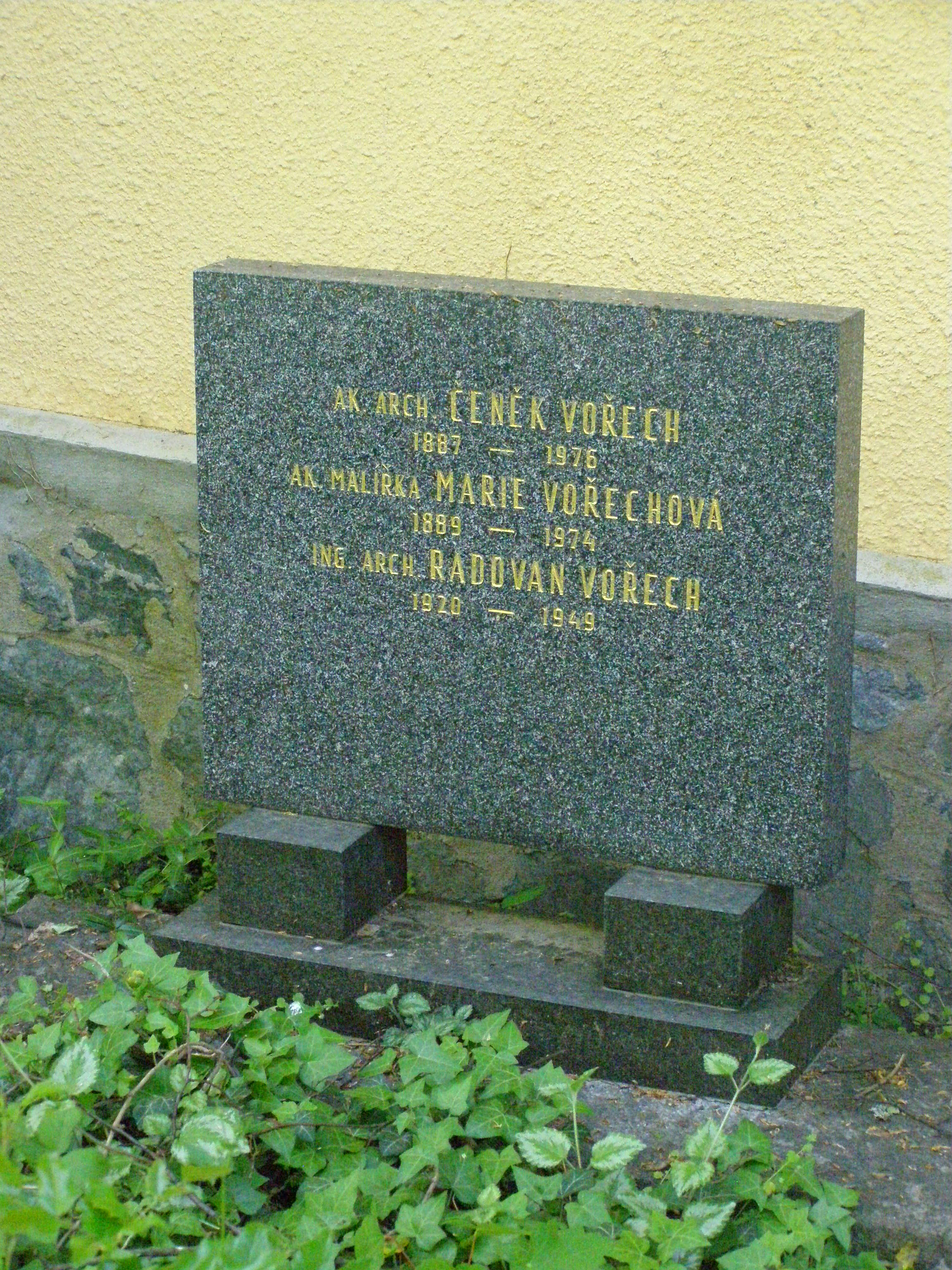
Hrob na Malvazinkách

Vořech významně přispěl k vydávání Demlových knih – například Zapomenuté světlo (1934) nebo Píseň vojína šílence (1935). Rovněž navrhl grafickou úpravu některých Demlových děl a aktivně pomáhal při jejich distribuci. Ve dvacátých a třicátých letech básník často pobýval u manželů Vořechových v Praze; během těchto návštěv vznikla například báseň Zvenku nebylo by se čeho bát. Přestože jejich vztah prošel krizemi, zejména po roce 1936, kdy Deml přerušil kontakty s mnoha přáteli, v roce 1952 byly vazby obnoveny. Manželé Vořechovi básníka podporovali až do jeho smrti zasíláním knih a potravin.

### Pozdější léta
Po druhé světové válce se Čeněk Vořech věnoval především organizaci výstav zaměřených na propagaci českého umění. V roce 1956 uspořádal jubilejní výstavu malíře Břetislava Bartoše a Vojtěcha Slavíka ve Výstavní síni Domu umění v Ostravě. Dalším významným počinem byla retrospektivní výstava Antonína Václava Slavíčka konaná roku 1959 v Alšově síni.
Zemřel v roce 1976 v Praze a byl pohřben na hřbitově Na Malvazinkách vedle své ženy Marie Vejvodové-Vořechové a syna Radovana.

## Významné projekty
Čeněk Vořech se během své kariéry podílel na řadě významných architektonických a výtvarných projektů. Níže jsou chronologicky seřazeny jeho klíčové realizace:

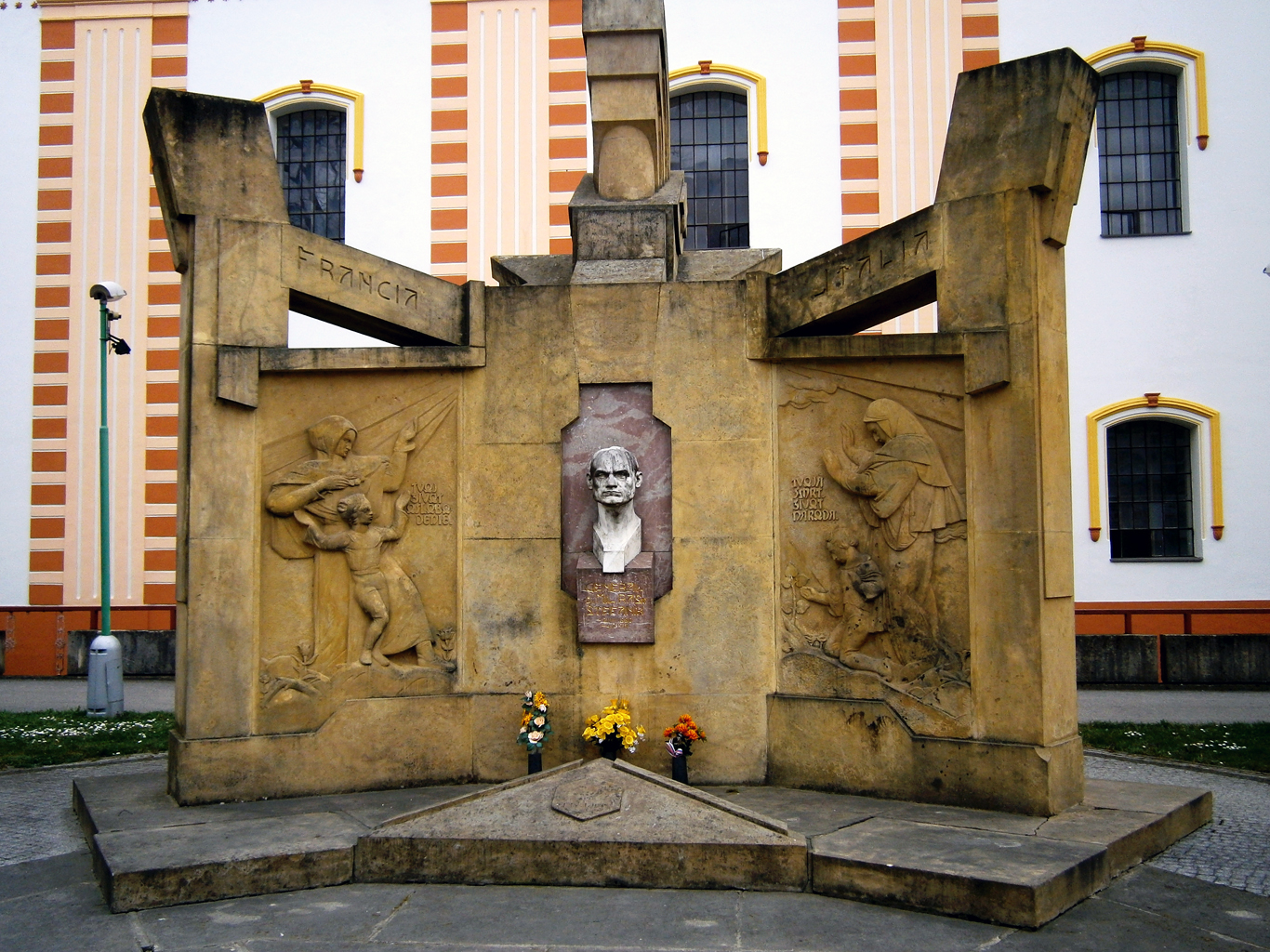
Štefánikův pomník v Myjavě

- Návrh Žižkova pomníku v Praze na Vítkově (spolu se sochařem Vojtou Sapíkem se v první soutěži v roce 1914 umístili s návrhem „Hvězdice k Dómu národa“ na děleném druhém místě, když první cena nebyla udělena).[10]
- Pomník generála Milana Rastislava Štefánika v Myjavě (1921) – Kubistický pomník, vytvořený ve spolupráci se sochařem Rudolfem Březou, je jedním z nejvýznamnějších děl Vořechovy kariéry. Byl navržen v duchu nové československé republiky a přežil na jednom místě všechny režimy.[11]

- Pomník padlým v Hořovicích (1922) – Projekt s názvem „Obětovaný“ vznikl ve spolupráci se sochařem Františkem Bílkem. Původně umístěn na Palackého náměstí v Hořovicích. V roce 2011 prošel rekonstrukcí podle původního návrhu Čeňka Vořecha.[12]
- Puristický nájemní dům v Bubenči (1923–1924) – Dům na adrese Českomalínská 15/592 byl navržen ve spolupráci s Františkem Jandou. V ateliérových bytech bydleli Jan Zrzavý, Václav Rabas, Vlastimil Rada, Vojtěch Sedláček, Karel Boháček, Lev Šimák, Jaroslav Jareš a do konce života i manželé Vořechovi.
- Spolkový dům v Besední ulici na Malé Straně čp.441/3 s Františkem Jandou, realizován 1924-1925[13]Kubelíkova 18

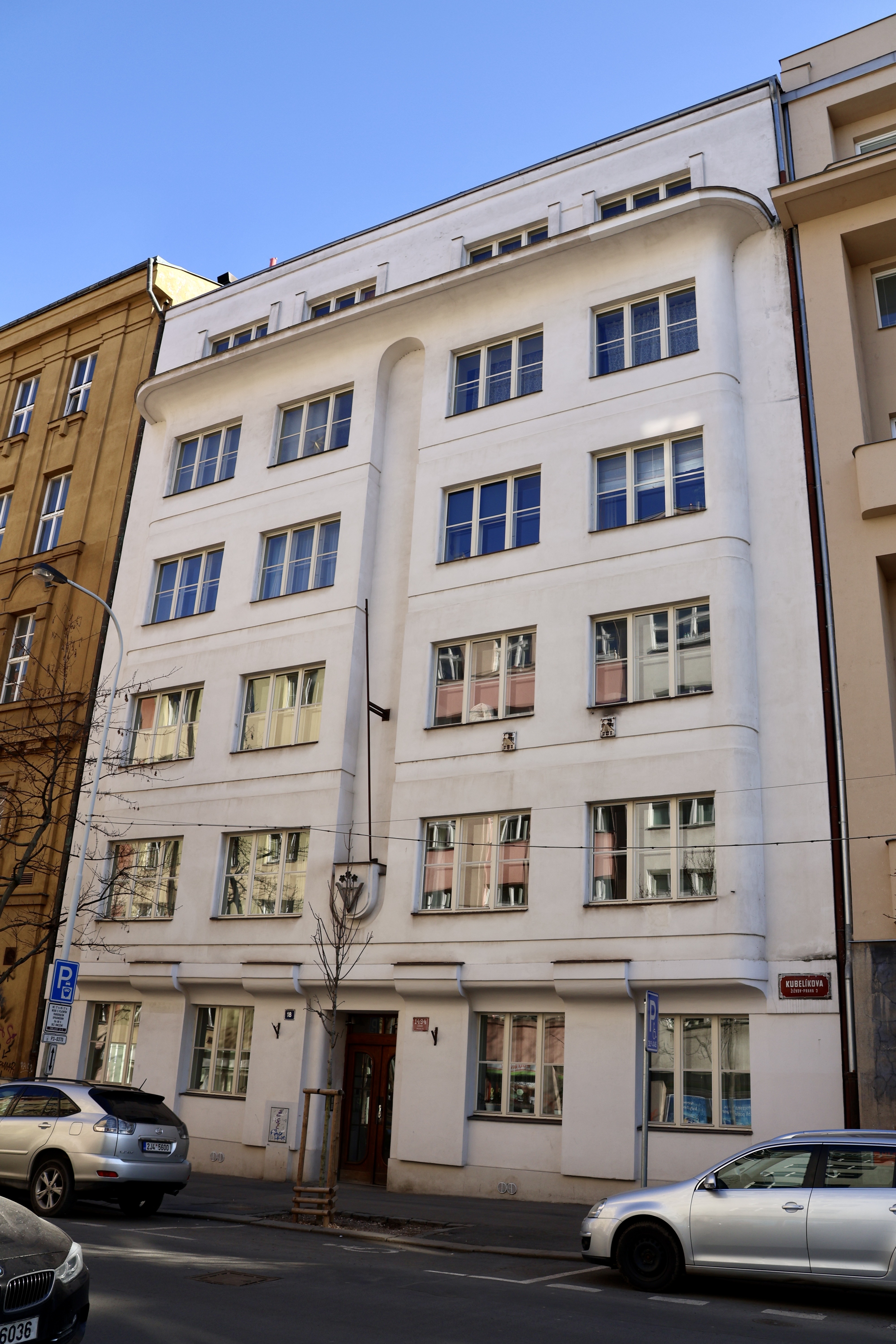
Kubelíkova 18

- Puristický nájemní a kancelářský dům na Žižkově (1924) – Dům na adrese Kubelíkova 1494/18 byl navržen ve spolupráci s Františkem Jandou.  Dům byl určen pro hudební oddělení spolku Umělecká beseda, jak dodnes deklaruje kovový znak na fasádě – stylizovaná lyra s květinami[14]
- Interiéry paláce Lucerna (1927) – Vořech navrhl unikátní technické řešení pro taneční sál – kruhové vysunovací pódium uprostřed sálu, které mohlo být zdviženo do různých výšek.[15]
- Pomník moravského historika Maxe Dvořáka v Zábřehu na Moravě, vytvořený společně s Rudolfem Březou[16]
- Pomník Mistra Jana Husa v Roudnici nad Labem (1928) [17] – Tento klasicky pojatý pomník vznikl opět ve spolupráci s Rudolfem Březou. Jeho design reflektuje důraz na tradici a národní identitu.

- Vila Josefa Lady v Hrusicích č.p. 115 (1933)
- Projekt výstavby dvou nájemních domů v ulici U Čtyř domů č.p. 1089 a 1201 v Nuslích v letech 1931-1932

- Funkcionalistická vila v Dejvicích (1934) – Dům nacházející se na adrese Na Mičánce 41/1043 byl navržen pro sochaře Rudolfa Březu. Stavba představuje příklad funkcionalistického stylu s důrazem na jednoduchost a účelnost.[18]
- Návrh scény pro představení Gianni Schicchi pro Národní divadlo v Praze (1937)[19]